# Poslovna kultura u Japanu
Poslovna kultura u Japanu je na ekonomskoj liniji sa velikim brojem zapadnih zemalja, kako u pogledu različitih globalnih proizvoda, tako i u pogledu individualnog prosperiteta i razvoja. Ekonomija Azije predstavlja sedište najvećih svetskih korporacija, kao i poslovne veze u svakom kutku sveta. Ono što je za Japan posebno karakteristično je veliki stepen različitost, koja između ostalog obuhvata i sasvim drugačiji pristup poslu i poslovnoj kulturi. Mnogi u Japanu, ali i van, dele sliku japanskog radnog okruženja zasnovanog na istovremenom regrutovanju novih diplomaca i životne-zaposlenosti model koji koriste velike kompanije.
Mnogi poslovni posetioci tvrde da Japan nije kao bilo koja druga poslovna destinacija. Japansko društvo je grupno i hijerarhijski strukturirano. U velikim kancelarijama sede svi zajedno, jer je namera da se razmeni što više informacija i da svi zajedno rade u cilju rešavanja nekog problema. Odvojene kancelarije imaju samo rukovodioci i saradnici najvišeg stepena. Raspored sedenja je jasno definisan i postavljen prema rangu. Najbolje mesto ima onaj koji je najviše udaljen od vrata. Prilikom ugovaranja poslovne saradnje sastaju se ljudi istih pozicija i timova. Veoma je bitno da se dogovor poštuje i bez zvaničnog protokola i potpisa. Glavni činioci japanskog menadžmenta su stalni proces napredovanja, doživotno zaposlenje i odlično organizovan sindikat.
- Radno vreme u Japanu je standardno, svakim radnim danima od 9 do 17 časova, veoma često se radi i subotom prepodne. U Japanskim firmama, za razliku od zapadnih, nema zvaničnih pauza od po sat vremena za ručak, dok poslovni doručak nije čest. Večere su predviđene za intimnija druženja.[2]
- U Japanu se ljubaznim smatra donošenje malog poklona na svaki poslovni sastanak, koji se uručuje vođi tima. Nije potrebno brinuti oko izgleda poklona, ali je potrebno paziti da poklon ne sadrži četiri predmeta jer to nije dobar znak i taj broj se povezuje sa smrću.
- Poznavanje engleskog jezika u japanskim poslovnim krugovima nije uobičajeno i ključno. Kako bi se izbegli eventualni nesporazumi i problemi prilikom poslovnog sastanka, potrebno je imati prevodioca koji treba u napred da bude upoznat sa interesima kompanije i temama o kojima će se diskutovati na sastanku.

## Istorijski period razvoja poslovne kulture u Japanu
Nijedan radnik ne uživa u praksi zapošljavanja i radnog okruženja. Iako je 64% domaćinstava u 1985. godini zavisilo od plata ili plata kao najveći deo svog prihoda, većina ovih radnika bila je zaposlena u malim i srednjim preduzećima koja nisu mogla da postignu uspehe velikih kompanija, uprkos najboljim namerama vlasnika. Čak i u velikim korporacijama, razlike između stalnog i privremenog zaposlenog radinika učinile su mnoge radnike, često žene, nepodobne za beneficije i promocije. Ovi radnici su takođe bili prvi otpušteni u teškim uslovima poslovanja.
Japanski naučnik Dorine K. Kondo upoređuje status stalnih i privremenih radnika sa razlikama Bačnika između stalnih i privremenih članova, stvarajući stepene unutar i izvan firme. Tradicije preduzetništva i nasleđivanja sredstava za život nastavili su se među trgovcima, zanatlijama, farmerima i ribarima, iako čine skoro 20% radne snage 1985. godine. Ovi radnici su odustali od sigurnosti za autonomiju, a kada je ekonomski neophodno, dopunili su prihode domaćinstva zapošljavanjem.
Tradicionalno, takva preduzeća koriste neplaćeni porodični rad, ali žene i čak muževi mogu da napuste posao u fabrikama ili kancelarijama i ostavljaju supružnike ili penzionisane roditelje da rade na farmi ili u prodavnici. S jedne strane, politike decentralizacije obezbeđuju fabričke poslove na lokalnom nivou za porodice koje se bave poljoprivredom, dok nezaposlenost stvorena deindustrijalizacijom utiče na seoske i gradske radnike. Nezaposlenost u Japanu je niska u poređenju sa drugim industrijalizovanim nacijama (manje od 3% tokom kasnih osamdesetih godina).
Japanska radna snaga je porasla za manje od 1% godišnje u 1970-im i 1980-im godinama. Procenat radne snage je 1991. godine iznosio 62,4% od ukupnog stanovništva starijeg od petnaest godina, ali se procenat malo promenio od 1970. godine. Učešće radne snage se razlikovalo u starosnoj grupi i između polova i bilo je slično onoj u drugim industrijalizovanim nacijama.
Procenat zaposlenih u primarnom sektoru (poljoprivreda, šumarstvo i ribolov) opao je sa 17,4% u 1970. godini na 7,2% u 1990. godini, sa predviđenim padom na 4,9% u 2000. godini. Procenat japanske radne snage zaposlenih u teškoj industriji iznosio je 33,7% 1970. godine; procenat radne snage je pao na 33,1% u 1987. godini, sa predviđenim padom na 27,7% u 2000. godini. Laka industrija je zaposlila 47% radne snage 1970. i 58% 1987. Od sektora se očekivalo da zaposli 62% do 2000. godine.
Tokom sedamdesetih i osamdesetih godina prošlog veka, preko 95% svih muškaraca starosti od dvadeset pet do pedeset i četiri godine je bilo deo radne snage, ali se procenat naglo smanjio nakon uobičajene starosne granice od pedeset pet (do 1990. godine starosti za penzionisanje za većinu muškaraca je poraslo na šezdeset godina). Žene su aktivnije učestvovale na tržištu rada u ranim dvadesetim i od 35 do 54 godine. Stopa nezaposlenosti (2,2% 1992. godine) bila je znatno niža nego u drugim industrijalizovanim nacijama, ali se udvostručila od raspada japanskog tržišta aktive. Nezaposlenost mladih je sada veliki problem u mnogim regionima.
Plate se razlikuju zavisno od industrije i vrste zapošljavanja. Oni koji zarađuju najviše zarade su stalni radnici u firmama sa više od trideset zaposlenih, kao recimo oni koji rade u finansijama, nekretninama, javnim službama, nafti, izdavaštvu i novim visokotehnološkim industrijama. Najniže plaćeni su oni koji su zaposleni u industriji tekstila, odeće, nameštaja i kožnih proizvoda. Prosečan dohodak farmera je još više pogoršan, ali bi on mogao imati koristi od uvažavanja njegovih zemljišnih poseda, kao i moćnih političkih veza sa Liberalno-demokratskom partijom.
Tokom perioda snažnog ekonomskog rasta od 1960. do 1973. godine nivo plata se brzo povećao. Nominalne zarade porasle su u proseku 13% godišnje, dok su realne zarade porasle za 7% i to svake godine. Nivo plata je zatim stagnirao pošto je ekonomski rast bio usporen. Između 1973. i 1987. godine godišnja nominalna i realna povećanja plata pala su na 8% i 2%, respektivno. Zarade su počele da rastu 1987. godine, pošto je vrednost jena postala oštro cenjena. Radnici u novembru 1989. godine bili su zaposleni u novinama (6,7%), maloprodaji i veleprodaji (6%) i hotelima (5,7%), industriji čelika (2,5%) i brodogradnji (4,2%).
Plate administrativnih i tehničkih radnika bile su oko 20% više od zaposlenih u proizvodnji. Krajem osamdesetih godina, sa platama u proizvodnim preduzećima sa 500 ili više radnika indeksiranih na 100, preduzeća sa 100 do 499 zaposlenih indeksirana su na 79, ona sa trideset do devedeset devet zaposlenih u 64, a one sa pet do dvadeset devet zaposlenih na 56.6. Razlika između plata koja se isplaćuju srednjoškolcima i diplomcima na fakultetima bila je mala, ali je povećana jer su zaposleni postali stariji; zarade su dosegle vrhunac u dobi od pedeset i pet godina, kada je prvi(srednjoškolac) primio samo 60 do 80% plata drugog(diplomac).
U standardnom modelu, radnici dobijaju dva prilično velika bonusa, kao i svoju redovnu platu, jednu na polovini godine, a drugu na kraju godine. Godine 1988. radnici u velikim kompanijama dobili su bonuse ekvivalentne njihovoj plati- 1.9 meseci, dok su radnici u najmanjim firmama stekli bonuse jednake- 1.2 mesečne plate. Pored bonusa, japanski radnici su primali i dnevnice, stimulativna plaćanja, nadoknada za posebne uslove rada, dodatak za redovno prisustvo i dodatak za troškove života.

### Poslovna kultura u velikim kompanijama
Na samom vrhu, najprestižnije kompanije pokušavaju da zadrže najbolje radnike pružanjem boljih uslova i stvarne sigurnosti u radu tokom čitavog života. Do šezdesetih godina zapošljavanje u velikoj, prestižnoj kompaniji bilo je od interesa za decu nove srednje klase, čiji je cilj bio mobilizacija porodičnih resursa i velika individualna upornost kako bi se postigao uspeh u jako konkurentnom obrazovnom sistemu .
Od zaposlenih se očekuje da će naporno raditi i pokazati lojalnost firmi, u zamenu za određeni stepen sigurnosti posla i koristi, kao što su subvencije za stanovanje, dobro osiguranje, korištenje rekreativnih objekata, bonusa i penzija. Plate su u početku nisske, ali radna dobit je nagrađena. Liderstvo se ne zasniva na asertivnosti ili brzom odlučivanju, već na sposobnosti stvaranja konsenzusa, uzimajući u obzir potrebe potčinjenih. Istraživanja ukazuju na kontinuiranu preferenciju za gazde koji zahtevaju, ali pokazuju brigu o privatnom životu radnika, u odnosu na manje zahtevne šefove koji su zainteresovani samo za rad na poslu.
Ovaj sistem nagrađuje ponašanje kojim se pokazuje identifikacija sa tim radom, pevanjem pesme kompanije, ne uzimanja svih dana odmora i podelu kredita za postignuća sa radnom grupom. Ponos u svom radu izražava se kroz konkurenciju sa drugim paralelnim delovima u kompaniji i između jedne kompanije i drugih kompanija u sličnim poslovima. Stoga, pojedinci su motivisani da održavaju i učestvuju u grupnim aktivnostima, ne samo na poslu, već i u društvenom delu. Slika grupisane lojalnosti, međutim, možda je više pitanje ideologije, posebno za ljude koji ne stignu do vrha.

## Radni uslovi u Japanu
U proseku, zaposleni su radili četrdeset šest sati nedeljno 1987. godine; zaposleni u većini velikih korporacija su radili modifikovanu petodnevnu nedelju s dve subote mesečno, dok su oni u većini malih firmi radili šest dana svake sedmice. S obzirom na povećanje međunarodne kritike prekomernog radnog vremena u Japanu, u januaru 1989. godine javne agencije su započele zatvoranje dve subote mesečno. Japanski sindikati su smanjili radno vreme, kao važan deo njihovih zahteva, a mnoge velike firme su na to odgovorile pozitivno. Japansko radno vreme se postepeno smanjuje.
Godine 1986, prosečan radnik radio je 2.097 sati u Japanu, u poređenju sa 1.828 sati u Sjedinjenim Američkim Državama i 1.702 u Francuskoj. Do 1995. godine prosečan broj radnih sati u Japanu smanjuje se na 1.884 sati, a do 2009. na 1.714 sati. Prosečan japanski radnik ima pravo na petnaest dana plaćenog godišnjeg odmora godišnje, ali obično traje samo sedam dana.
Posljednjih godina, ugovori postepeno postaju popularniji među glavnim kompanijama. U poređenju sa smanjenom veličinom japanske radne snage, prosečan broj sati rada u nedelji je u porastu u mnogim preduzećima srednje i velike veličine. U Tokiju, za mnoge zaposlene je uobičajeno raditi dvanaest ili više sati dnevno u određenim industrijama, uprkos ugovorima koji zahtevaju radni dan od 8 sati. U mnogim kompanijama, u ugovoru se nalazi mesečni overtime allovance. Često prvih 20-40 sati prekovremenog rada su "prekovremeni rad" i stoga neplaćeni.

### Bezbednost u zapošljavanju
Japanska zaštita zapošljavanja je jedinstvena i dinamična u odnosu na druge nacije. Lojalnost prema jednoj kompaniji najviše je izražena u japanskoj kulturi. Mnoge japanske firme promovišu same sebe, kao rezultat toga, pojedinci mogu da ostanu u istoj kompaniji ceo život. Japanski radnici pokušavaju da investiraju i unaprede svoju kompaniju, dok preduzeća pokušavaju da održe porodičnu atmosferu i nadaju se zaposlenima. Firme u Japanu rade sve što je u njihovoj moći da osiguraju sigurnost zapošljavanja i sprečavaju otpuštanje zaposlenih. Pokušaji preduzeća u prevenciji mogu uključiti pregovore o boljim poslovima sa dobavljačima, tražiti državne subvencije i eliminisati prekovremeni rad. Odnos između poslodavca i zaposlenog promoviše sigurnost zapošljavanja, radnu etiku i spremnost za dugotrajan rad.

## Donošenje odluka u Japanu
Japanci su orijentisani i uvek posvećeni grupi. Veoma često se dešava da na sastanku i poslovnom dogovoru bude čak i do tri puta više japanskih kolega i saradnika nego članova druge delegacije. Treba znati da su Japanci veoma osetljivi na hijerarhiju i godine, a autoritet se uvek daje najstarijem članu grupe. Njih je lako prepoznati jer su po pravilu pozicionirani u centru grupe, ili na sredini stola, okruženi sa strane manje značajnim saradnicima po hijerarhiji. Prilikom donošenja odluka konsenzus je jako bitan i za konačnu odluku uzimaju se u obzir mišljenja svih zaposlenih, uključenih u određeni projekat. Naravno, na kraju konačnu odluku donosi sam vrh menadžmenta ali uz pažljivo slušanje poruka grupe.

## Budućnost poslovne kulture u Japanu
Postoji sve veća promena u japanskim uslovima rada, zbog intervencije vlade kao rezultat smanjenja nataliteta i produktivnosti radne snage, a kompanije se takmiče za naklonost radnika zbog pada zaposlenosti u radnom dobu, kao rezultat niske stope nataliteta. Mnoge japanske kompanije smanjuju radno vreme i poboljšavaju uslove rada, uključujući i pružanje pogodnosti kao što su sportski objekti i teretane. Japanska vlada predstavlja nacrt zakona koji bi obavezao zaposlene da uzmu minimalno pet dana odsustva, ali i da zaposleni sa visokim prihodima dobijaju plate u skladu sa performansama, a ne radnim satima.

## Spoljašnje veze
- My Life in Corporate Japan (engleski jezik)
- Politeness levels in business Japanese (engleski jezik)